# کالتوفکا
کالتوفکا (انگلیسی: Kaltovka) یک شهرک در شهرستان ایگلینسکی استان باشقیرستان کشور روسیه است.